# Église Saint-Georges de Čenta
Pour les articles homonymes, voir Église Saint-Georges.
L'église Saint-Georges de Čenta (en serbe cyrillique : Црква Светог Георгија у Ченти ; en serbe latin : Crkva Svetog Georgija u Čenti) est une église orthodoxe serbe située à Čenta, dans la province autonome de Voïvodine, sur le territoire de la ville de Zrenjanin et dans le district du Banat central en Serbie. Elle est inscrite sur la liste des monuments culturels de grande importance de la république de Serbie (identifiant no SK 1203).

## Historique

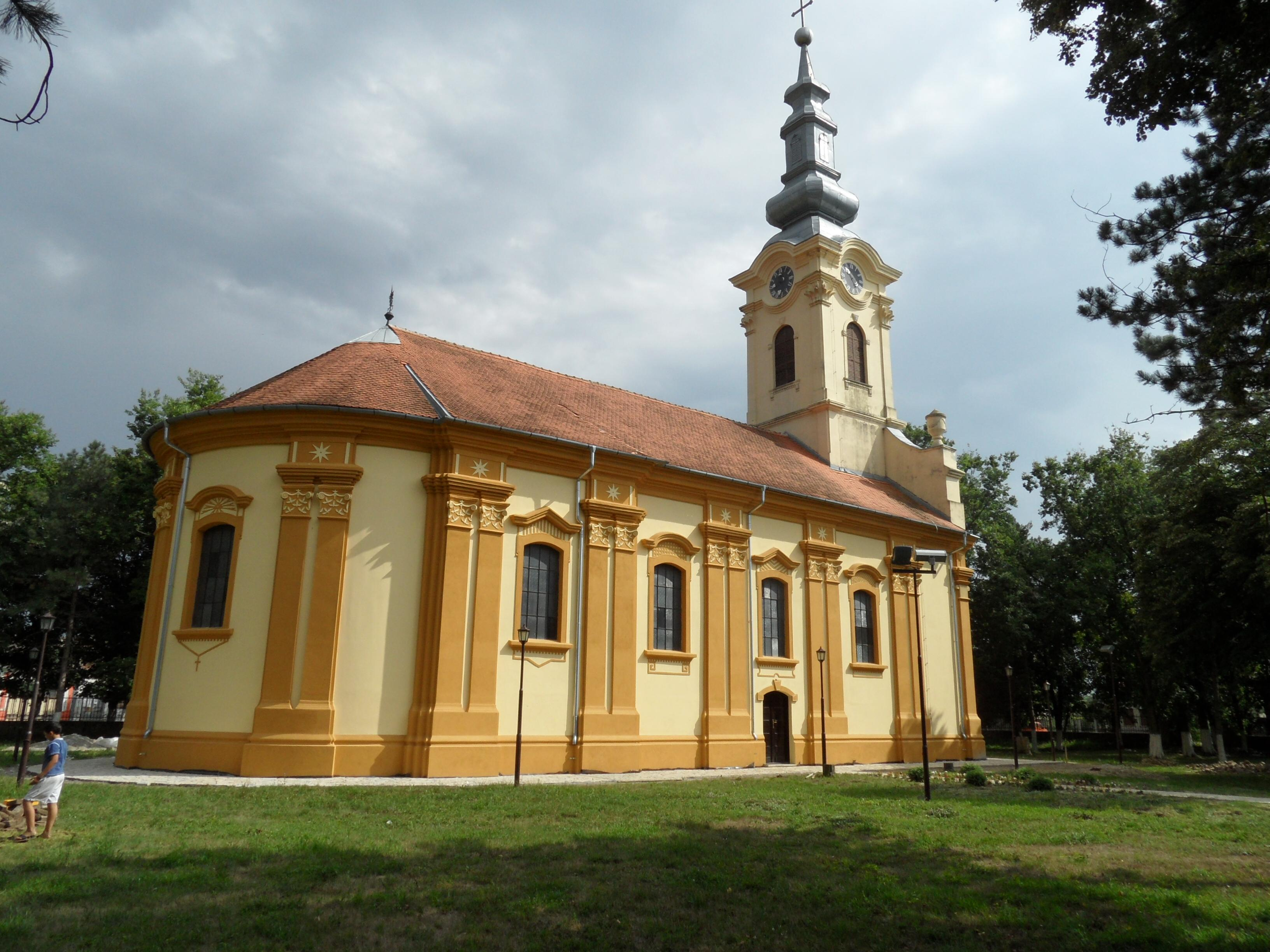
Autre vue de l'église.

D'après les registres, l'église Saint-Georges, située au centre du village, a été construite entr 1796 et 1802, à l'époque du métropolite de Karlovci Stevan Stratimirović et de l'évêque de l'éparchie de Timișoara (Temišvar) Stefan Avakumović. Elle est caractéristique d'un style néo-classique auquel se mêlent des éléments baroques,.

## Architecture
Comme beaucoup d'édifices religieux de cette époque en Voïvodine, elle est constituée d'une nef unique prolongée par une abside demi-circulaire ; la façade occidentale est dominée par un haut clocher baroque complexe, formé d'un « coussin » en étain et surmonté d'une lanterne et d'une croix. Le bâtiment mesure 30 m de long sur 12 m de large et le clocher s'élève à 39,5 m. La façade occidentale est rythmée par des pilastres encadrant des niches aux arcs arrondis ; avant le clocher, elle est couronnée par un fronton baroque encadré de deux vases d'angle à valeur décorative,,. Les façades latérales disposent de hautes ouvertures, chacune encadrée de deux paires de pilastres aux chapiteaux corinthiens simplifiés,,.

## Décoration intérieur
À l'intérieur, l'iconostase a été sculptée par un artiste inconnu dans un style mêlant le rococo et le classicisme ; les icônes sont attribuées à des disciples de Pavel Đurković, probablement Georgije et Dimitrije Popović. En 1811, Georgije Popović a peint l'icône du trône de la Mère de Dieu, connue sous le nom de « La Mère de Dieu arabe » (en serbe : Bogorodica Arapska),,.

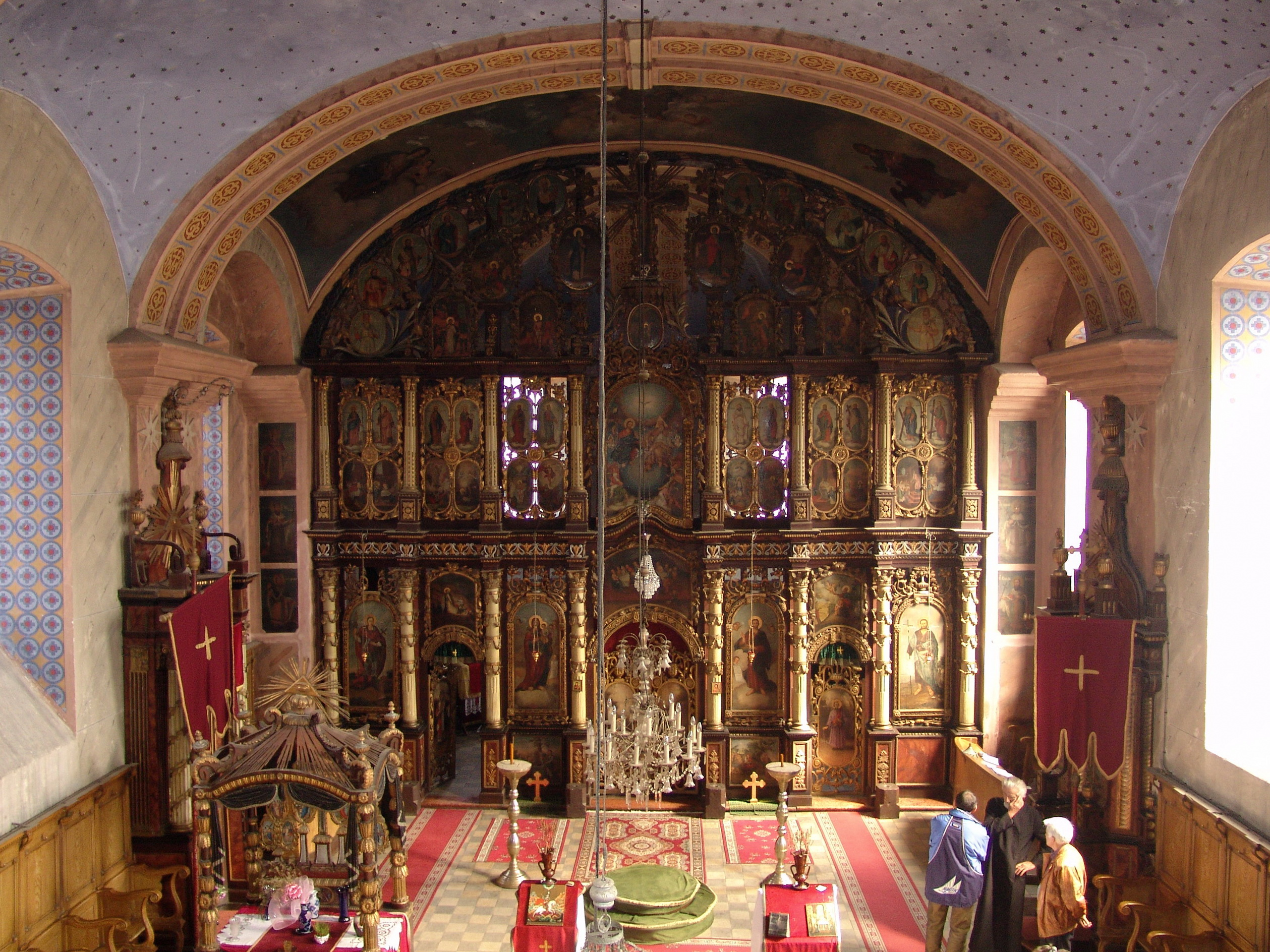
L'iconostase de l'église.